# Dave Taylor (Posaunist)

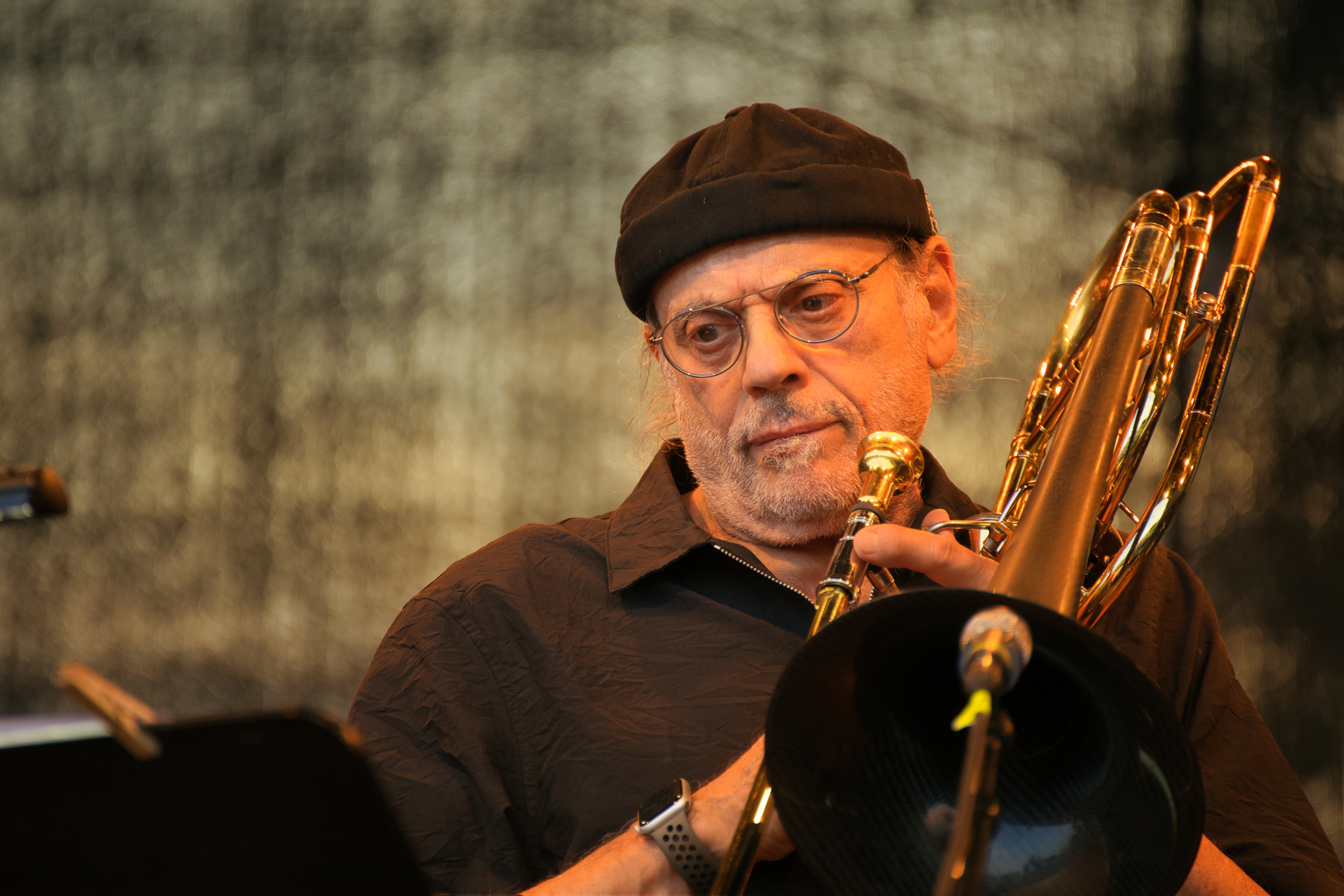
Dave Taylor auf dem INNtöne Jazzfestival 2025

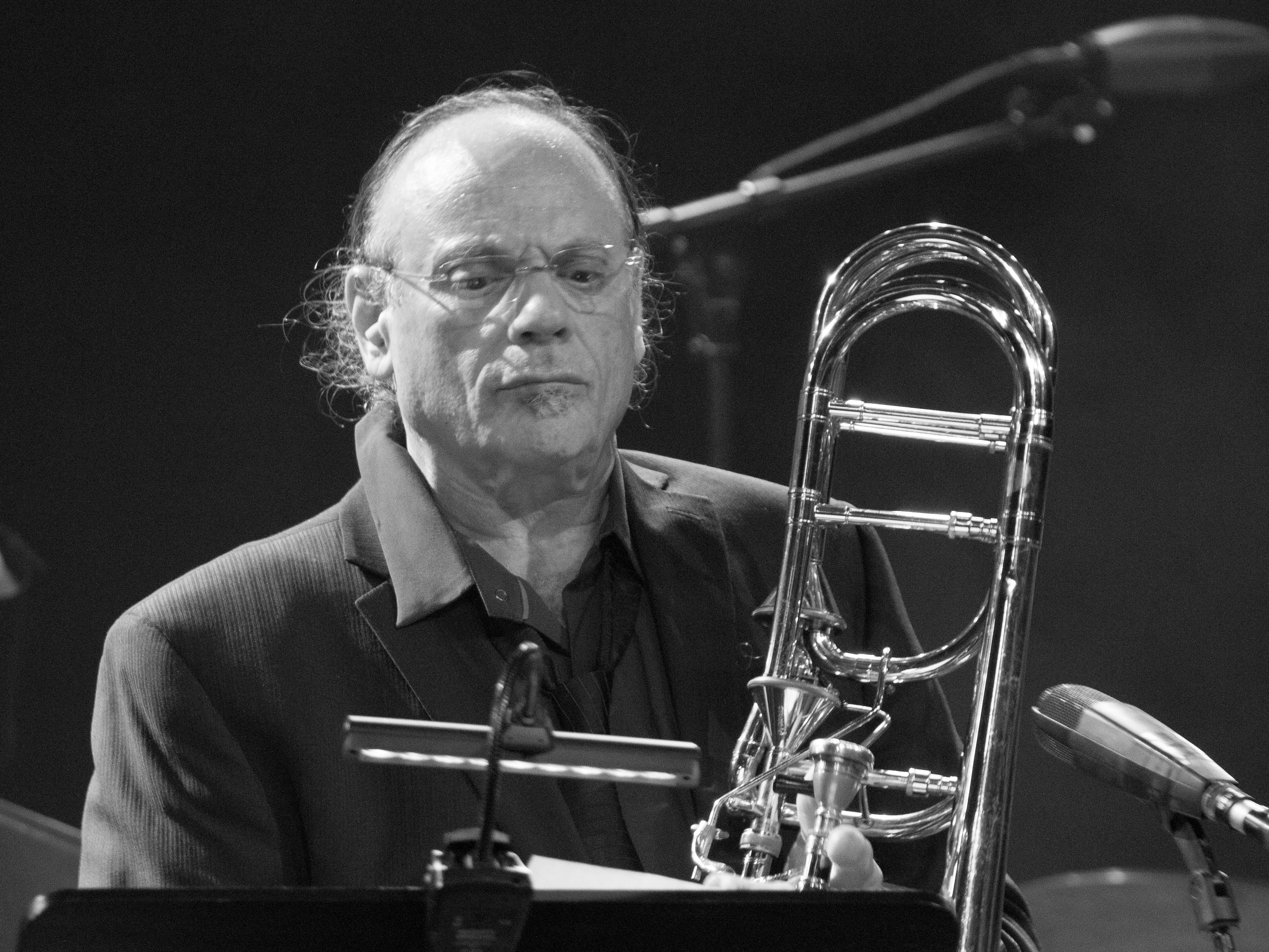
Dave Taylor 2014

David „Dave“ Taylor (* 6. Juni 1944 in Brooklyn, New York City) ist ein US-amerikanischer Bassposaunist der Neuen Musik und des Modern Jazz.

## Leben und Wirken
Taylor erhielt eine klassische Instrumentalausbildung; nachdem er das Bachelor- und Masterstudium an der Juilliard School of Music absolviert hatte, wurde er Mitglied im American Symphony Orchestra unter Leopold Stokowski, trat aber auch mit der New York Philharmonic auf, wo er unter Pierre Boulez Neue Musik interpretierte. Daneben arbeitete er mit Duke Ellington (The New Orleans Suite) und Mike Gibbs/Gary Burton (In the Public Interest) und Stanley Clarke, außerdem bei Joel Kayes New York Neophonic Orchestra. Ab 1974 gehörte er auch zum Thad Jones/Mel Lewis Orchester und war als Studiomusiker an Einspielungen von Lalo Schifrin, Gato Barbieri, Jimmy McGriff oder den Brecker Brothers beteiligt. Auch nahm er mit den Rolling Stones sowie mit Blood, Sweat & Tears (More Than Ever) auf.

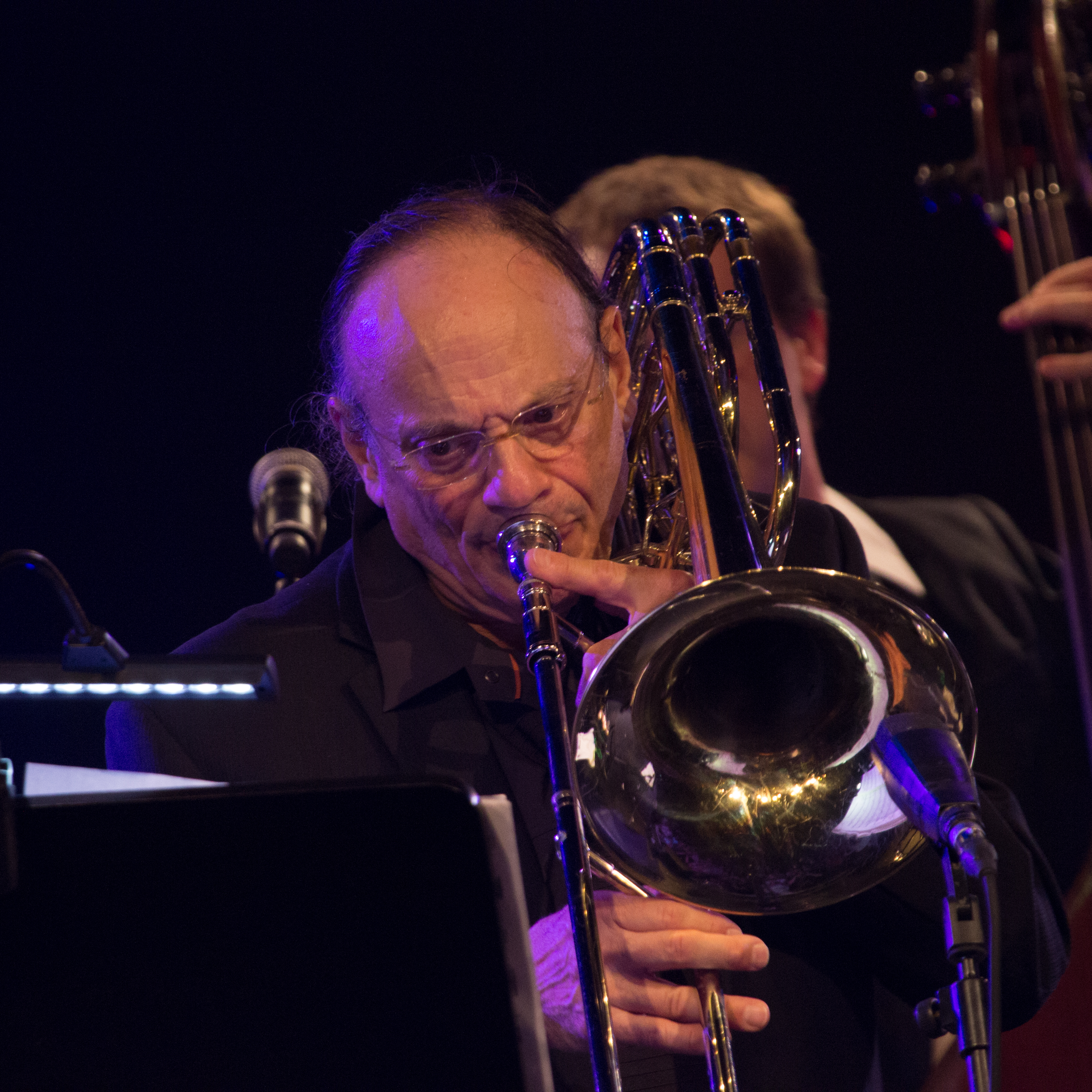
Dave Taylor beim Moers Festival 2014

Als Soloposaunist legte er mehrere Alben vor und trat mit zahlreichen klassischen Orchestern auf, etwa dem Eos Orchestra, der NY Chamber Symphony, Orpheus und dem St. Lukes Chamber Orchestra; er interpretierte Sequenza V von Luciano Berio; Alan Hovhaness, Charles Wuorinen (Archæopteryx), George Perle, Frederic Rzewski, Lucia Dlugoszewski und Eric Ewazen schrieben für ihn. Im Jazzbereich gehörte er zu den Orchestern von Gil Evans, George Russell, John Tropea, Carla Bley und zur George Gruntz Concert Jazz Band. In seinem späteren Jahren trat er auch mit der Mingus Big Band, Michel Camilo, Bob Mintzer auf; weiterhin spielte er mit Daniel Schnyder, Herb Robertson (Certified, 1991) und Kenny Drew Jr. Zu hören ist er auch auf Slide Hamptons Album Spirit of the Horn (2003). Weiterhin nahm er mit Yo-Yo Ma, Itzhak Perlman, Barbra Streisand, Miles Davis (Miles & Quincy Live at Montreux), Quincy Jones, John Clark (I Will, 1997), Frank Sinatra und Aretha Franklin auf.
Taylor spielte auf zahlreichen mit einem Grammy ausgezeichneten Alben und gehört zum Lehrkörper der Manhattan School of Music und des Mannes College of Music.

## Diskographische Hinweise
- Bass Trombone [Werke von] Frederic Rzewski, Eric Ewazen, David Liebman, Lucia Dlugoszewski (1981–1983)
- Past Tells (mit Lindsey Horner, Jay Branford, Herb Robertson, Phil Haynes, Andy Laster, Marty Ehrlich, Paul Smoker, Mark Helias, 1993)
- Super Trombone Take 5 (mit Jim Pugh, Dave Bargeron, Ray Anderson, Bill Mays, Chip Jackson, Jeff Ballard, 2000)